# Bahr Idriss Abu Garda
Bahr Idriss Abu Garda (nascido em 1 de janeiro de 1963) é o líder da Frente Unida de Resistência, um grupo rebelde que luta contra o governo sudanês em Darfur. Ele é um ex-comandante do Movimento Justiça e Igualdade.
Abu Garda foi intimado a comparecer perante o Tribunal Penal Internacional (TPI) por supostos crimes de guerra relacionados a um ataque de 2007 no qual doze peacekeepers da União Africana foram mortos. Ele é a primeira pessoa a apresentar-se voluntariamente perante o TPI e a primeira pessoa a comparecer no tribunal em conexão com a Guerra do Darfur. Ele negou as acusações contra si: "Estou ansioso para limpar meu nome deste caso porque tenho certeza ... de que absolutamente não sou culpado". A audiência para confirmar o indiciamento foi realizada de 19 a 29 de outubro de 2009, terminando com uma decisão dos juízes de não confirmar as acusações e uma rejeição em 23 de abril de 2010 de um recurso do Promotor.

## Biografia
Abu Garda nasceu em Nana, Darfur do Norte, no Sudão, e é membro da tribo Zaghawa.

### Carreira em grupos armados
De janeiro de 2005 a setembro de 2007, foi vice-presidente do Movimento Justiça e Igualdade (JEM), um grupo armado islamista que lutava contra o governo sudanês e milícias pró-governo em Darfur. Ele se separou do Movimento Justiça e Igualdade e em 4 de outubro de 2007 participou da formação de um novo grupo armado.
Desde maio de 2009, é o líder da Frente Unida de Resistência, outro grupo rebelde.

### Indiciamento pelo Tribunal Penal Internacional
Em 20 de novembro de 2008, o promotor do Tribunal Penal Internacional, Luis Moreno Ocampo, apresentou evidencias alegando que Abu Garda e dois outros comandantes rebeldes eram culpados de crimes de guerra em relação a uma operação de 2007 na qual cerca de mil rebeldes cercaram e atacaram um acampamento da missão de paz da União Africana em Haskanita, Darfur, matando doze.
Em 7 de maio de 2009, uma Câmara de Instrução concluiu que havia motivos para acreditar que Abu Garda era responsável por três acusações de crimes de guerra: assassinato, pilhagem e direção intencional de ataques contra pessoal, instalações, material, unidades ou veículos envolvidos em um missão de manutenção da paz. O promotor argumentou que um mandado de prisão era desnecessário, uma vez que Abu Garda havia expressado sua vontade de comparecer perante o tribunal, por isso a Corte emitiu uma intimação ordenando que ele comparecesse em 18 de maio de 2009. Abu Garda voou para Haia em um avião comercial em 17 de maio e se tornou a primeira pessoa a apresentar-se voluntariamente perante o TPI.
Abu Garda negou todas as acusações contra ele e alegou ser vítima de uma disputa entre a Frente Unida de Resistência e o Movimento Justiça e Igualdade, que disse ter ajudado a coletar provas contra ele. Também declarou: "Estou ansioso para limpar meu nome deste caso porque tenho certeza ... de que absolutamente não sou culpado".
Após sua primeira aparição perante o tribunal em 18 de maio de 2009, deixou os Países Baixos para retornar aos seus soldados. A audiência para confirmar o indiciamento ocorreu de 19 a 29 de outubro de 2009 e terminou em 8 de fevereiro e 23 de abril de 2010, com as acusações sendo retiradas e o recurso do Procurador rejeitado.